# 杜其驕
杜其驕（1536年—？），字汝大，號華南，順天府大興縣匠籍，浙江東陽縣人，明朝政治人物。

## 生平
嘉靖三十七年（1558年）戊午科順天府鄉試第四十二名舉人。隆慶二年（1568年）中式戊辰科會試第三百六名，三甲第二百六十名進士。授益都县知县，擢镇江府同知，历任工部虞衡司员外郎，万历五年（1577年）十月升通政使司右参议。十二年三月復除通政司左参议，十六年三月復除添注通政使司左参议，十七年五月升右通政，十月升左通政，十九年闰三月升通政使，二十一年二月考察拾遗，令致仕归。

## 家族
曾祖杜海；祖父杜杲；父杜炳，鴻臚寺主簿。母趙氏。具庆下。弟杜其吝。